# Loisy, Meurthe-et-Moselle
Loisy är en kommun i departementet Meurthe-et-Moselle i regionen Grand Est (tidigare regionen Lorraine) i nordöstra Frankrike. Kommunen ligger i kantonen Pont-à-Mousson som tillhör arrondissementet Nancy. År 2022 hade Loisy 323 invånare.

## Befolkningsutveckling
Antalet invånare i kommunen Loisy
| Referens: INSEE |